# Алма-Атинська (станція метро)

Схема колійного розвитку станції «Алма-Атинська»

55°37′58″ пн. ш. 37°45′58″ сх. д. / 55.63278° пн. ш. 37.76611° сх. д.
«Алма-Атинська» (рос. Алма-Атинская) — кінцева станція південного радіуса Замоскворіцької лінії Московського метрополітену, розташована за «Красногвардійською» у районі Братєєво.

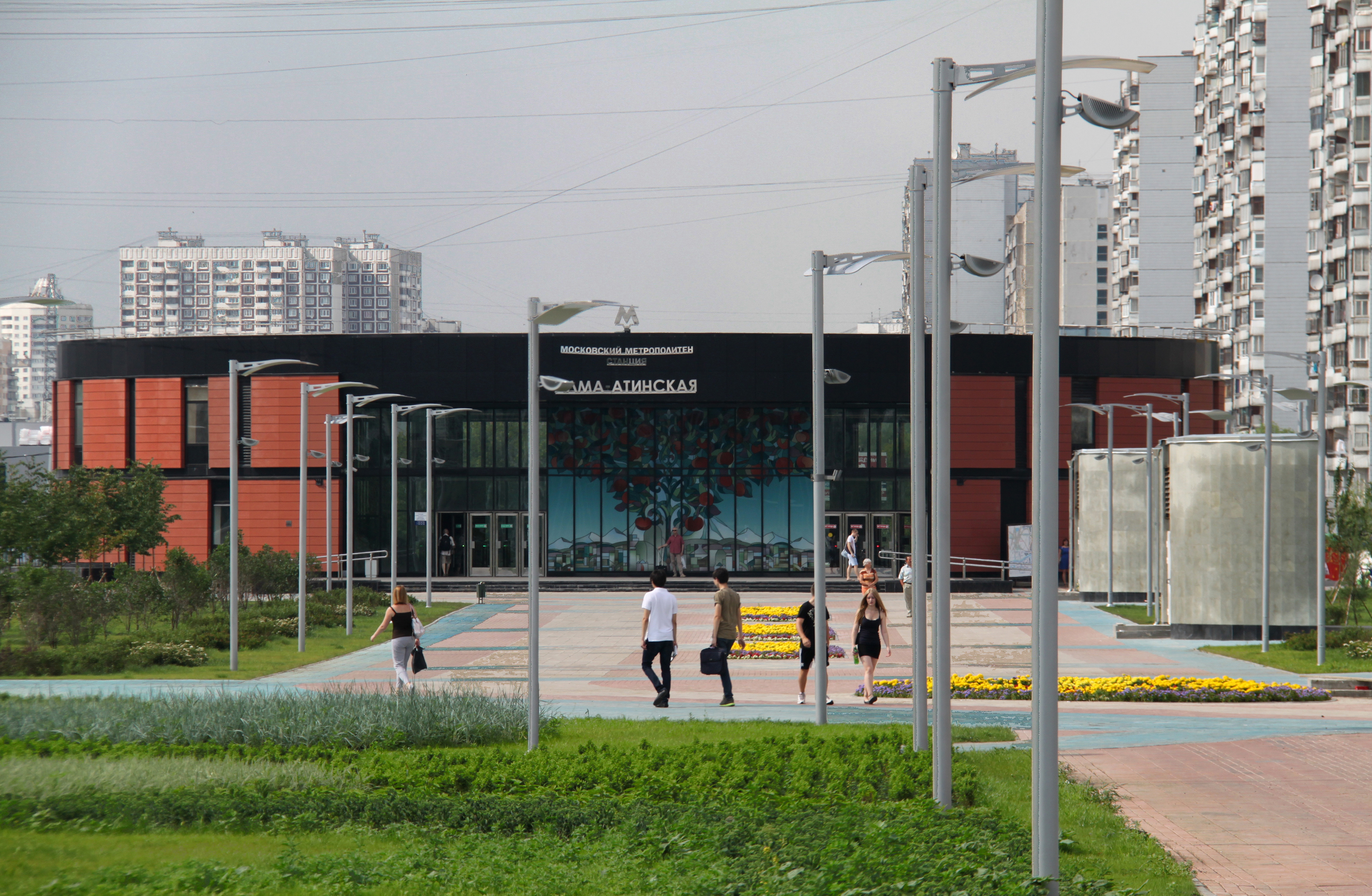

187-а станція Московського метрополітену. Відкрито — 24 грудня 2012.
29 листопада 2011 уряд Москви ухвалив рішення про перейменування станції з «Братєєво» на «Алма-Атинська» російська назва міста Алмати, колишньої столиці Казахстану. Ця зміна віддзеркалює перейменування станції метро Алмати «Молодіжна» на Москва, в знак дружби між Росією і Казахстаном.

## Технічні характеристики
Конструкція станції — односклепінна мілкого закладення (глибина закладення — 10 м) з однією острівною прямою платформою.
- Довжина платформи — 162 м
- Ширина платформи — 10 м
- Кількість світильників — 9 шт
- Станція обладнана 3 ескалаторами
- Висота склепіння — 6 м

## Колійний розвиток
Станція з колійним розвитком — 6 стрілочних переводів, перехресний з'їзд, 2 станційних колії для відстою рухомого складу та двоколійна ССГ з електродепо «Братєєво».
Через розташування за станцією довколишніх наземних об'єктів не були побудовані оборотні тупики. Їх замінив перехресний з'їзд перед станцією. Потяги в бік Красногвардійської відправляють з обох станційних колій.

## Виходи й вестибюлі
Станція розташована у районі Братєєво і має два вестибюлі: наземний (північний) і підземний (південний).
Північний наземний вестибюль має виходи до Братєєвської і Поромної вулиць; південний, підземний — до Ключової вулиці, біля парку і річки Городні. Наземний вестибюль з'єднано з платформою трьома ескалаторами і ліфтами, підземний — сходами і пандусами.

## Пересадки
- Автобуси: 708, с710, с797, с827, с838, 864, 887; 
  - обласний — 1063

## Архітектура та оздоблення
Архітектура максимально лаконічна. Станційний зал перекритий пологим гладким, еліпсоподібним по обрису склепінням. Колійна стіна оздоблена сірими гранітними плитами. Межа склепіння та колійної стіни підкреслена червоною лінією (фарбована металева труба). На підлогах плитами світлого і темного граніту викладений шаховий геометричний малюнок. У цілях безпеки краї платформи позначені смугами контрастного граніту і світлодіодними смугами.
Основним елементом оздоблення станційного залу стали металеві конструкції у вигляді розташованих уздовж поздовжньої осі станції дев'яти пар параболічних дуг; кожна пара має спільну точку опори на платформі, довжина дуг — 11 м, на кінцях дуги мають віялоподібні розширення. За задумом архітекторів, ці конструкції висотою близько 11 метрів, символізують казахську юрту.
Освітлення здійснюється розташованими між дугами люмінесцентними світильниками. Освітлення від параболічних дуг направлено в сторону прибуття потягів зі станції «Красногвардійська».